# Tramway de Saint-Briac à Dinard
Le Tramway de Dinard à Saint-Briac était une ligne de tramway à vapeur à voie métrique qui reliait les villes de Saint-Briac et Dinard, en passant par Saint-Lunaire. Elle a été ouverte entre 1901 et 1902. En 1929, la ligne ferma pour être remplacée par un service d'autocars.

## Histoire
Construite afin de desservir les stations balnéaires situées sur la côte du nord de la Bretagne, entre les rias de la Rance et du Frémur, en plein développement touristique à partir du milieu du XIXe siècle, le tramway de Dinard à Saint-Briac permit aux voyageurs en provenance de Dinan, arrivés à la gare de la compagnie de l'Ouest de Dinard, de poursuivre leur chemin jusqu'à leur lieu de villégiature.
La ligne connut de ce fait un grand succès les premières années suivant son ouverture. Exploitée à l'origine avec trois locomotives 030T Weidknecht, la ligne fut cependant rapidement montrée du doigt par les habitants de Dinard, qui ne supportaient que difficilement les fumées produites par ces machines. Aussi une automotrice pétroléo-électrique Westinghouse fut-elle mise en service en 1911, et un projet d'électrification de la ligne déposé en 1914.
Si, pendant la guerre, la ligne connut son exploitation la plus intense, avec jusqu'à 28 allers et retours quotidiens en été, l'après-guerre entraîna, comme sur l'ensemble des réseaux de ce type, une aggravation très importante des déficits d'exploitation ; le renchérissement de la main-d'œuvre et du combustible, le développement des véhicules automobiles et en particulier de la concurrence des transporteurs routiers par autocar, entraînèrent la fermeture de la ligne en 1929.
Les chemins de fer des Côtes-du-Nord avaient prévu de relier cette ligne avec le réseau en construisant un pont sur le Frémur. Toutefois, la construction de ce pont ne fut terminée qu'en 1928, c'est-à-dire au moment de la fermeture de la ligne.
La gare de Saint-Lunaire a été rachetée par un particulier et est maintenant utilisée en habitation.

## Matériel roulant

### Automotrices thermiques
- Westinghouse à bogies

### Locomotives à vapeur

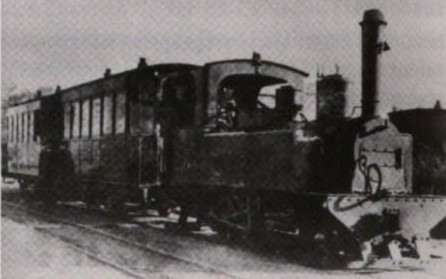
Weidknecht locomotive 030T N°3 du Tramway de Dinard a Saint-Briac, detachee en 1907 avec N°1 and N°2 pour CFM Pont-L'Abbe - Sainte-Mere-Eglise

- locomotives 030T Weidknecht